# Xylókastro
Xylókastro (grec ancien : Ξυλόκαστρον, « château de bois », grec moderne : Ξυλόκαστρο) est une ville de Grèce.

## Étymologie
La ville fut connue sous le nom de Viladusa sous les Vénitiens, et ce nom perdura plusieurs siècles.

## Géographie

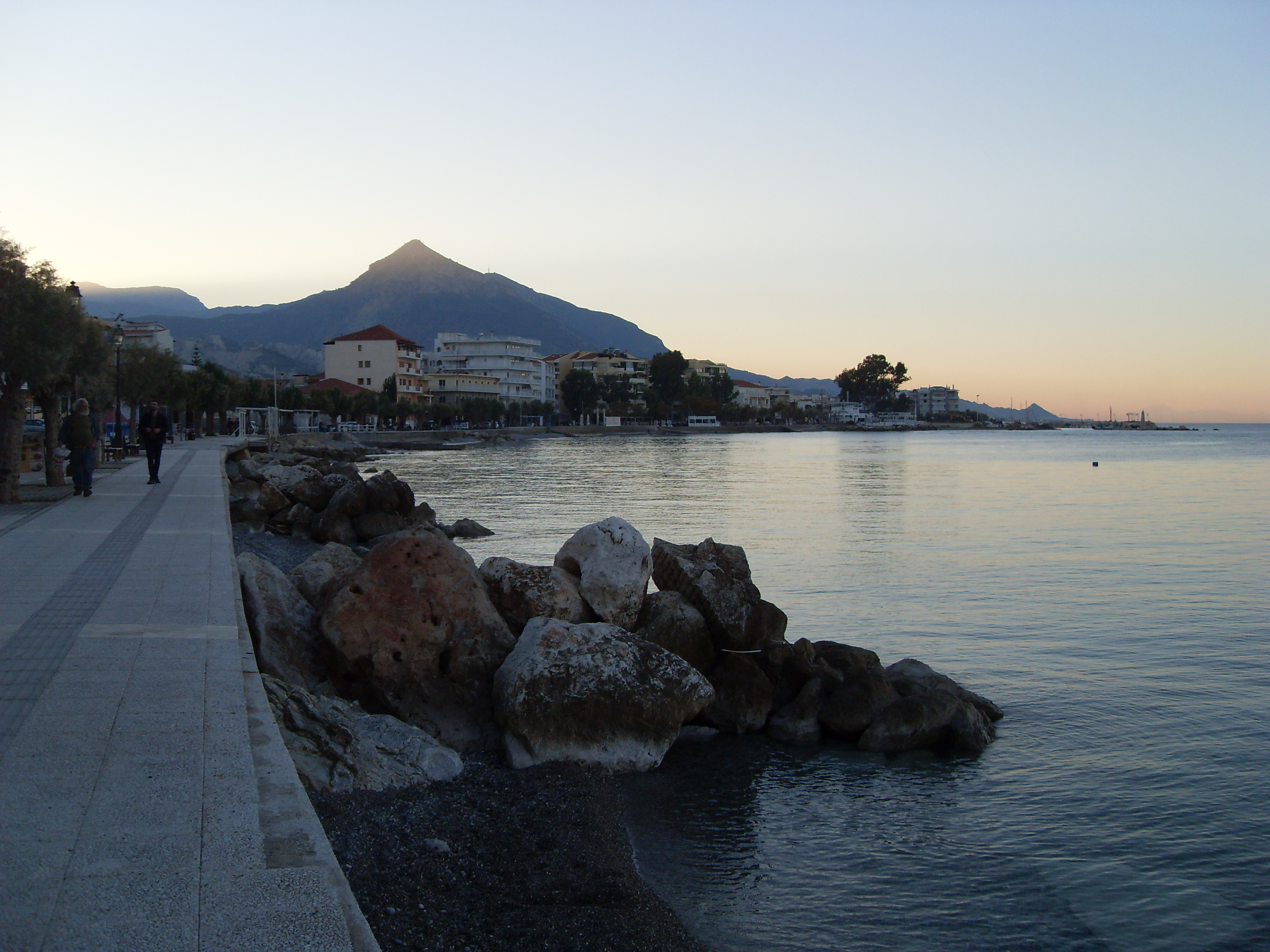
Vue d'une partie de Xylókastro

Elle se situe dans le Péloponnèse à environ 40 km à l'ouest de Corinthe, sur les bords du golfe de Corinthe.
Elle s’étend le long du golfe de Corinthe et est entourée de montagnes au sud et au sud-ouest.
Les vestiges archéologiques de la cité antique de Pellène et de son port, Aristonautae (en), sont situés à proximité de la localité.

## Population
Station balnéaire, la ville compte environ 6 000 habitants hors saison et 11 000 en pleine saison touristique.

## Jumelages
| Ville | Ville | Pays | Pays      | Période     |
| ----- | ----- | ---- | --------- | ----------- |
|       | Fürth |      | Allemagne | depuis 2006 |